# Farmington (Minnesota)
Farmington ist eine Stadt (mit dem Status „City“) im Dakota County im US-amerikanischen Bundesstaat Minnesota. Das U.S. Census Bureau hat bei der Volkszählung 2020 eine Einwohnerzahl von 23.632 ermittelt.
Farmington ist Bestandteil der Metropolregion Minneapolis–Saint Paul.

## Geografie
Farmington liegt im südlichen Vorortbereich der Städte Minneapolis und Saint Paul auf 44°38′25″ nördlicher Breite und 93°08′37″ westlicher Länge und erstreckt sich über 38,69 km². Durch das Stadtgebiet von Farmington fließt der Vermillion River, ein rechter Nebenfluss des Mississippi.
Benachbarte Orte von Farmington sind Apple Valley (15 km nordwestlich), Rosemount (12 km nördlich), Hampton (13,5 km ostsüdöstlich), Northfield (21,4 km südlich), Elko New Market (22,4 km südwestlich) und Lakeville (8,5 km westlich).
Das Stadtzentrum von Minneapolis liegt 47,8 km nordnordwestlich; das Zentrum von Saint Paul, der Hauptstadt von Minnesota, befindet sich 39,7 km nördlich.

## Verkehr
Wenige Kilometer westlich von Farmington verläuft die Interstate 35, die die schnellste Verbindung zwischen Minneapolis und Iowas Hauptstadt Des Moines bildet. Durch das Stadtgebiet von Farmington verläuft in Nord-Süd-Richtung die Minnesota State Route 3. In diese mündet im Süden des Stadtgebiets an dessen westlichem Endpunkt die Minnesota State Route 50 ein. Alle weiteren Straßen sind untergeordnete teils unbefestigte Fahrwege sowie innerörtliche Straßen.
Parallel zur MN 3 verläuft eine Eisenbahnlinie der Canadian Pacific Railway.
Der nächstgelegene Flughafen ist der 38,1 km nördlich gelegene Minneapolis-Saint Paul International Airport.
In Farmington befindet sich die Bezirkskontrollstelle zur Flugraumüberwachung für die Region Minneapolis.

## Demografische Daten
Nach der Volkszählung im Jahr 2010 lebten in Farmington 21.086 Menschen in 7066 Haushalten. Die Bevölkerungsdichte betrug 554,2  Einwohner pro Quadratkilometer. In den 7066 Haushalten lebten statistisch je 2,95 Personen.
Ethnisch betrachtet setzte sich die Bevölkerung zusammen aus 89,8 Prozent Weißen, 2,1 Prozent Afroamerikanern, 0,5 Prozent amerikanischen Ureinwohnern, 3,6 Prozent Asiaten, 0,1 Prozent Polynesiern sowie 1,1 Prozent aus anderen ethnischen Gruppen; 2,8 Prozent stammten von zwei oder mehr Ethnien ab. Unabhängig von der ethnischen Zugehörigkeit waren 3,6 Prozent der Bevölkerung spanischer oder lateinamerikanischer Abstammung.
33,7 Prozent der Bevölkerung waren unter 18 Jahre alt, 60,7 Prozent waren zwischen 18 und 64 und 5,6 Prozent waren 65 Jahre oder älter. 49,9 Prozent der Bevölkerung war weiblich.
Das mittlere jährliche Einkommen eines Haushalts lag bei 82.990 USD. Das Pro-Kopf-Einkommen betrug 28.639 USD. 3,4 Prozent der Einwohner lebten unterhalb der Armutsgrenze.